# IJsbaan van het Ko Akan Nationalpark
Het Ko Akan Nationalpark (阿寒湖畔スケート場) is een ijsbaan in Akan in de prefectuur Hokkaido in het noorden van Japan. De openlucht-kunstijsbaan is geopend in 1955 en ligt op 419 meter boven zeeniveau. 

## Nationale kampioenschappen
- 1957 - JK allround